# 우치노미정
우치노미정(일본어: 内海町)은 일본 가가와현 쇼즈군의 옛 정이다. 2006년 3월 21일, 쇼즈군 이케다정과 신설합병해, 쇼도시마정이 되어 소멸하였다.

## 역사
- 1951년 4월 1일 - 쇼즈군의 구사카베정, 니시촌, 야스다촌, 노마촌, 사카테촌의 1정 4촌이 합병해 우치노미정이 탄생하였다.
- 1957년 3월 31일 - 후쿠다촌을 편입하였다.
- 1974년 7월 6일 - 장마전선에 의한 집중호우. 다치바나 지구에서 붕괴가 생겨 7채가 붕괴해 사망자 4명.다른 곳에서도 토석류가 많이 발생함
- 1976년 9월 11일 - 태풍17호의 집중호우로 야스다 지구의 강이 범람. 약 2300호가 침수되었다.
- 2006년 3월 21일 - 쇼즈군 이케다정과 신설합병해 쇼도시마정이 성립하였다. 동일 우치노미정은 폐지되었다.

## 교통

### 도로
- 국도 제436호선

## 참고 문헌
- 角川日本地名大辞典編纂委員会, 『角川日本地名大辞典 43 香川県』, 1985, 角川書店